# Mārtiņš Pļaviņš
Mārtiņš Pļaviņš (* 8. Mai 1985 in Riga, Lettische SSR, Sowjetunion) ist ein lettischer Beachvolleyball- und ehemaliger Volleyballspieler. Er ist Beachvolleyball-Europameister sowie lettischer Beachvolleyball- und dreifacher Hallenmeister sowie Pokalsieger.

## Karriere
Pļaviņš wurde 2004 U20-Europameister und gewann im folgenden Jahr sowohl die U23-Europameisterschaft als auch die U21-Weltmeisterschaft. Mit seinem Partner Aleksandrs Samoilovs spielte er 2007 bei der Weltmeisterschaft in Gstaad und schied nach drei 1:2-Niederlagen in der Vorrunde aus. 2008 in Peking besiegten Pļaviņš/Samoilovs im ersten Gruppenspiel des olympischen Turniers die amtierenden Weltmeister Rogers/Dalhausser und schafften den Einzug ins Achtelfinale, wo sie sich den Österreichern Gosch/Horst geschlagen geben mussten. Anschließend trennten sich ihre Wege.
Nach einigen Turnieren mit Toms Šmēdiņš bildete Pļaviņš 2009 ein neues Duo mit dessen Bruder Jānis Šmēdiņš. Bei der Europameisterschaft 2010 in Berlin gewannen die Letten die Bronzemedaille. In Marseille unterlagen sie erst im Finale des Open-Turniers den Chinesen Wu/Xu. Bei der Weltmeisterschaft 2011 verloren sie das Spiel um den dritten Platz nach drei Sätzen gegen die deutschen Titelverteidiger Julius Brink und Jonas Reckermann. Bei den Olympischen Sommerspielen 2012 gewannen Mārtiņš Pļaviņš und Jānis Šmēdiņš die Bronzemedaille in drei Sätzen gegen die Niederländer Reinder Nummerdor und Richard Schuil.
2013 bildete Pļaviņš ein neues Duo mit Jānis Pēda. Pļaviņš/Pēda spielten nach den Fuzhou Open fünf Grand Slams und erzielten als bestes Ergebnis einen 17. Platz in Shanghai. Auch bei der WM 2013 in Stare Jabłonki belegten sie Platz 17. Von Ende 2013 bis Ende 2014 spielte Pļaviņš zusammen mit Aleksandrs Solovejs. Pļaviņš/Solovejs gewannen 2014 die Anapa Open in Russland. 2015 spielte Pļaviņš standardmäßig an der Seite von Hermans Egleskalns. Mit Haralds Regža gewann Pļaviņš bei den Europaspielen 2015 die Goldmedaille. Von August 2015 bis August 2017 war Regža sein Standardpartner. Pļaviņš/Regža konzentrierten sich zunehmend auf die FIVB World Tour und hatten zahlreiche Top-Ten-Platzierungen. 2017 gewannen sie auch die nationale Meisterschaft.
Von 2018 bis 2021 war Edgars Točs Pļaviņš' Partner. Pļaviņš/Točs hatten zahlreiche Top-Ten-Platzierungen auf der World Tour 2018. Dabei siegten sie beim 4-Sterne-Turnier in Den Haag und erreichten beim World Tour Finale in Hamburg den fünften Platz. Auch auf der World Tour 2019 hatten sie zahlreiche Top-Ten-Platzierungen, u. a. einen dritten Platz beim 4-Sterne-Turnier in Espinho. Bei der WM 2019 in Hamburg belegten sie Platz neun. Bei den Olympischen Sommerspielen 2021 in Tokio erreichten sie den vierten Platz.
2022 und 2023 war Mihails Samoilovs Pļaviņš' Partner. Seit August 2023 spielt er an der Seite des 20 Jahre jüngeren Kristiāns Fokerots, mit dem er 2024 nach einem Finalsieg gegen das deutsche Duo Nils Ehlers und Clemens Wickler die Europameisterschaft in den Niederlanden gewann. Die Letten hatten nur durch die Absage einiger Top-Teams die Berechtigung zur Teilnahme an der Veranstaltung erhalten. Nachdem sie in der Gruppenphase noch zwei Sätze abgegeben hatten, gelang ihnen der Einzug ins Endspiel ohne weiteren Satzverlust. Die beiden sind damit der jüngste (Fokerots) und der älteste (Pļaviņš) Europameister aller Zeiten und somit auch das Beachpaar mit dem größten Altersunterschied, das jemals eine Beach-EM gewann. Zwei Monate später standen die beiden zum ersten Mal in ihrer Karriere im Hauptfeld eines Elite16. In João Pessoa überstanden sie mit etwas Glück die Poolphase, da sie nach zwei Niederlagen das dritte Spiel wegen der Aufgabe der Lokalmatadoren André / George für sich entscheiden konnten. Nach dem folgenden Sieg in der Runde der Zwölf belegten sie im Gesamtklassement den geteilten fünften Rang. Noch besser lief es beim gleichwertigen Event in Rio de Janeiro. Nach dem dritten Platz im Pool schalteten sie zunächst die Brasilianer Arthur / Adrielson und anschließend die Weltranglistenersten, Olympiasieger und Europameister Åhman / Hellvig aus Schweden aus, bevor sie gegen die argentinischen Brüder Nicolás und Tomas Capogrosso in drei Durchgängen verloren. Ihre erste gemeinsame Bronzemedaille der Weltserie sicherten sich die Letten durch einen Dreisatzsieg gegen die norwegischen Olympiasieger, Welt- und Europameister Anders Mol und Christian Sørum.